# Plateau technique

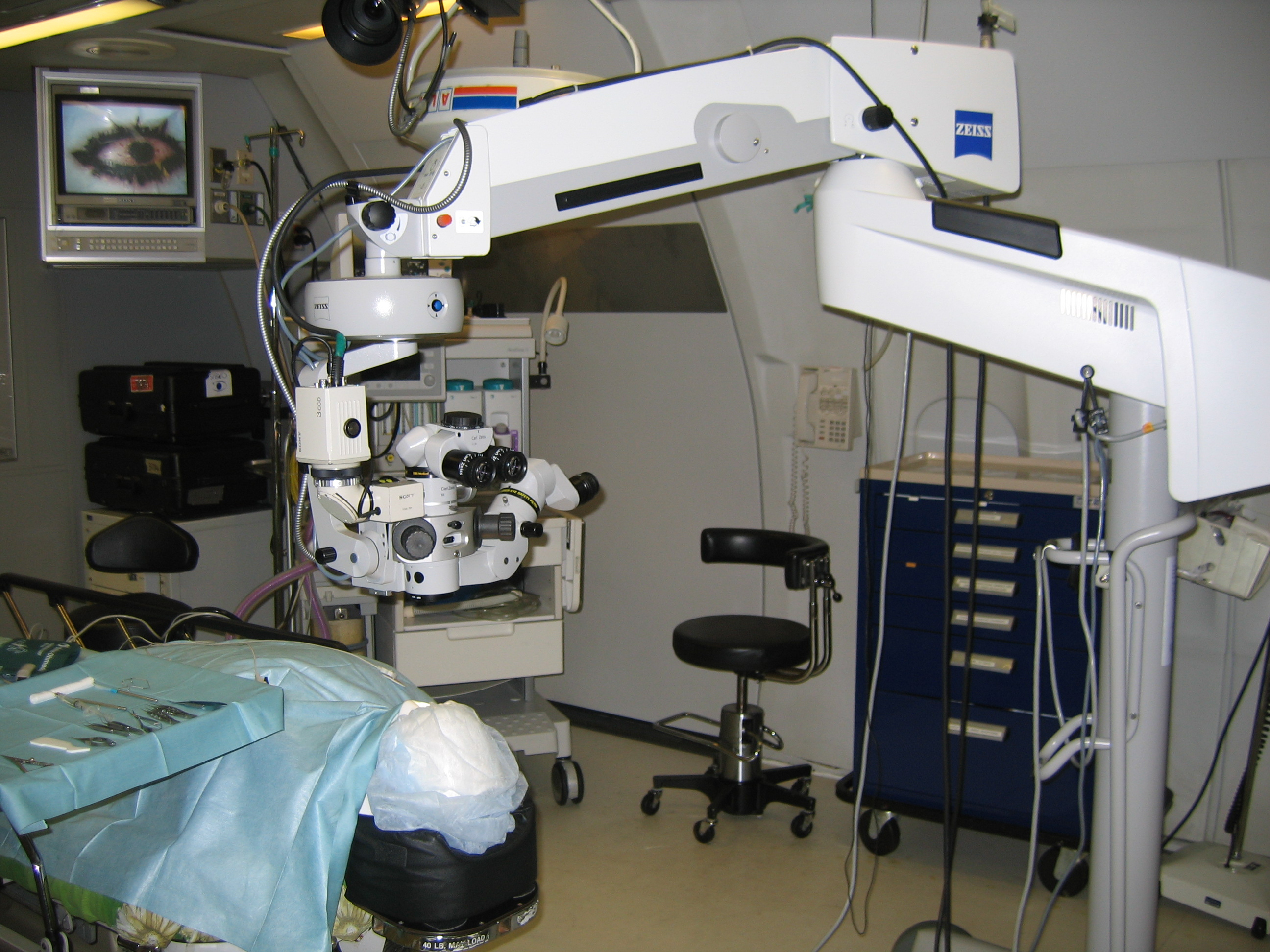
Le bloc opératoire fait partie du plateau technique

Un plateau technique ou plateau médico-technique est un ensemble de lieux et d'équipements qui permettent de réaliser, généralement à l'hôpital, des actes curatifs ou diagnostiques. Les progrès des techniques et technologies médicales conduisent globalement à une montée en puissance des plateaux techniques, les établissements de santé cherchant à se doter de plateaux techniques complets ou en pointe sur certains domaines. La Direction de la recherche, des études, de l'évaluation et des statistiques, en 2011, recense en France 2814 sites anesthésiques, 8179 salles d'intervention chirurgicales, 640 scanners et 388 IRM.
Ce terme recouvre notamment, mais pas uniquement, les lieux suivants : 
- bloc opératoire
- salle d'accouchement
- sites d'imagerie médicale
- salle d'exploration fonctionnelle
- salle d'anesthésie
- site d'endoscopie.